# پاورمت
پاورمت (انگلیسی: Powermat) شرکت الکترونیک اسرائیلی است، که در سال ۲۰۰۶ تأسیس شد.